# Experimental (nhạc)
Experimental, hay âm nhạc thể nghiệm, là thể loại âm nhạc phổ biến từ giữa thế kỷ 20, nở rộ đặc biệt tại Bắc Mỹ khi nói tới những thể loại âm nhạc chưa từng biết tới. Một trong những nghệ sĩ nổi tiếng nhất và có ảnh hưởng nhất có lẽ là John Cage. Theo nghĩa hẹp hơn, experimental được dành để miêu tả thể loại âm nhạc vượt qua mọi biên giới và định nghĩa, hay là tiền đề cho một thể loại hoàn toàn khác biệt, hoặc kiểu pha trộn không chính thống, mới, phân biệt với việc sử dụng những chất liệu đặc trưng. Tương tự, nó cũng dùng để miêu tả âm nhạc không tôn giáo, hay là thứ âm nhạc hỗn tạp. Định nghĩa rõ ràng hơn chỉ đến vào cuối những năm 1950 với sự xuất hiện của các sáng tác sử dụng máy móc, và đôi khi experimental bị cho là gần với nhạc điện tử hay musique concrète. Khái niệm này cũng thường được các nhà báo sử dụng nhằm miêu tả một thể loại âm nhạc mới không nhất quán với hình mẫu cơ bản.